# حسن رحيمبور أزغدي
حسن رحيمبور أزغدي (بالفارسية: حسن رحیم‌پور ازغدی) ، ولد ق. 1964/1965) متحدث إيراني محافظ، يطرح فرضيات المؤامرة ومنظّر. وهو عضو في المجلس الأعلى للثورة الثقافية في إيران منذ عام 2003.

## النشأة والوظيفية
ولد رحيمبور أزغدي عام 1964   أو 1965. درس في حوزة قم، رغم أنه لا يرتدي ثيابًا دينية. 
قام بتحرير مجلة للمدرسة الفيضية باسم كتاب النقد، ونشر عددًا خاصًا في عام 2000 موجها لمناهضة النسوية.
عينه المرشد الأعلى علي خامنئي عضواً في المجلس الأعلى للثورة الثقافية عام 2003، وعضواً بمجلس نواب المرشد الأعلى في الجامعات عام 2007. 
يلقي رحيمبور أزغدي بانتظام الخطب العامة التي يبثها التلفزيون الرسمي الإيراني أسبوعيًا. 

## وجهات نظر
يعتبر من بين الجيل الجديد من المتحدثين الأصوليين الذين يحاولون بدون تعليم ديني عميق، مزح نظريات المؤامرة والتأكيدات اللاهوتية من أجل تنظير المؤسسة في إيران وسياساتها وتزويدها بتبرير أيديولوجي شيعي. .  يعتبر رحيمبور أزغدي أيضًا من أبرز المدافعين عن «حكم رجال الدين» وخطاب «الحكومة التشيعي» في إيران، تعتمد رؤية الدين بمنظور سياسي من أجل التلاعب والسيطرة على المعاهد الدينية، بخلاف العقيدة الشيعية التقليدية التي تعتبر منفصلة عن الحكومة.
يصف علي مرسيباسي، الأستاذ في كلية الآداب والعلوم بجامعة نيويورك رحيمبور أزغدي بأنه «أحد الأيديولوجيين المتشددين الموجودين في الجمهورية الإسلامية [حكومة إيران]».  ويقدم النصح لعلي خامنئي بالأمور المتعلقة بالقضايا الاجتماعية.
نظرًا لأنه لم ينشر أي أعمال أكاديمية، فقد واجهت أعماله مجموعة من التساؤلات من قبل النقاد، ورد عليها «أنا حاصل على باحث ما بعد الدكتوراة في قراءة الكتاب».  في عام 2012، ادعى أن الدول الغربية انتبهت لأمره وأن فريقًا مشتركًا من وكالات المخابرات الأمريكية والبريطانية والإسرائيلية خطط لاغتياله. 
سياسياً، رحيمبور أزغدي محافظ وكان من أنصار محمود أحمدي نجاد خلال فترة إدارته، واصفاً إياه بالرجل الذي قاد «الحكومة الأكثر شعبية في تاريخ إيران».  وهو أيضا عدوا لدود للإصلاحيين وانتقد الرئيسين محمد خاتمي وحسن روحاني. 